# Чавес (округ)
Ча́вес (Chaves) — округ в штате Нью-Мексико в США. Административный центр округа — город Розуэлл.

## История
Округ Чавес был образован 25 февраля 1889 года.

## География
Расположен в юго-восточной части штата. Согласно данным Бюро переписи населения США, общая площадь территории округа составляет 15 734,2 км², из которых водная поверхность занимает 0,07 % и составляет 10,4 км².

### Прилегающие территории
- Линкольн (округ, Нью-Мексико) — на западе.
- Де-Бака (округ, Нью-Мексико) — на севере.
- Рузвельт (округ, Нью-Мексико) — на северо-востоке.
- Ли (округ, Нью-Мексико) — на востоке.
- Эдди (округ, Нью-Мексико) — на юге.
- Отеро (округ, Нью-Мексико) — на юго-западе.

### Национальные охраняемые природные зоны
- Биттерлэйкский заповедник[англ.]
- Линкольнский национальный лес[англ.]

## Демография
Согласно данным Бюро переписи населения США, население округа составляло:
- по переписи 2010 года — 65 545 человек.
- по переписи 2000 года — 61 382 человека.